# Fandrandava
Fandrandava är en ort i Madagaskar.   Den ligger i regionen Haute Matsiatraregionen, i den centrala delen av landet, 290 km söder om huvudstaden Antananarivo. Fandrandava ligger 1 173 meter över havet och antalet invånare är 9 000.
Terrängen runt Fandrandava är kuperad åt sydväst, men åt nordost är den platt. Terrängen runt Fandrandava sluttar österut. Runt Fandrandava är det ganska tätbefolkat, med 90 invånare per kvadratkilometer. Närmaste större samhälle är Fianarantsoa, 18,4 km väster om Fandrandava. Omgivningarna runt Fandrandava är huvudsakligen savann.